# رائول موست
رائول موست (استونیایی: Raul Must؛ زادهٔ ۹ نوامبر ۱۹۸۷) بدمینتون‌باز اهل استونی است.
وی در بازی‌های المپیک تابستانی ۲۰۰۸، بازی‌های المپیک تابستانی ۲۰۱۲ و بازی‌های المپیک تابستانی ۲۰۱۶ شرکت کرده‌است.